# Gauzlin von Toul

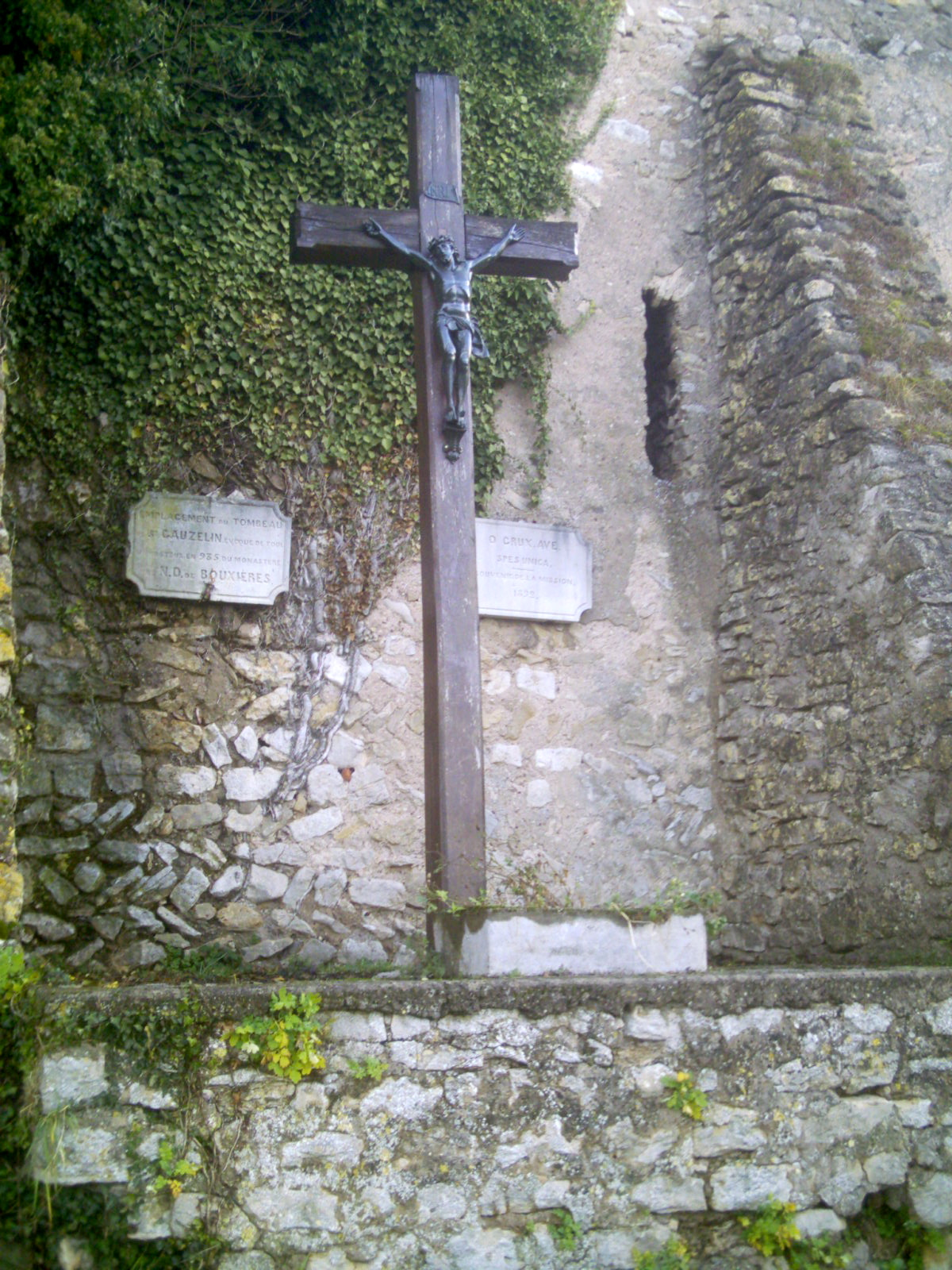
Grab Gauzelins in Bouxières

Gauzlin († 7. September 962) war Bischof von Toul von 922 bis zu seinem Tod. Er war Angehöriger der Kanzlei des Königs Karl des Einfältigen und Gründer der Abtei Bouxières-aux-Dames.

## Leben
Gauzlin entstammte dem Adel wohl des Bassigny, in deren Grafenfamilie der Name Gauzlin häufiger vertreten ist. Ebenso dürfte er mit dem Bischof Gauzlin von Langres (922–931) und damit auch anderen Bischöfen dieser Diözese verwandt sein. In den Jahren 913 bis 922 ist er als Notar in der Kanzlei des Königs Karl bezeugt, von hier aus wechselte er auf den Bischofsstuhl in Toul, geweiht wurde er am 17. März 922.
Zur Zeit seiner Einsetzung gehörte das lothringische Toul zum westfränkischen Reich. Als aber kurz nach Gauzlins Weihe, am 30. Juni 922, König Karl mit Robert I. einen Gegenkönig bekam, und Karl selbst in der Schlacht von Soissons am 15. Juni 923 seinen Gegnern unterlag, ging die Zeit der Zugehörigkeit Lothringens zu Westfranken zu Ende. Im Jahr 925 unterwarf sich Herzog Giselbert von Lothringen dem ostfränkischen König Heinrich I., was alles aber an Gauzlins Position, obwohl Parteigänger Karls, nichts änderte. Seine Beziehungen zu Heinrich I. und Otto I. waren so gut, dass er die Übertragung von Abteien und Privilegien erwirkte, darunter auch die Rechte eines Grafen von Toul – im Jahr 930 setzte er für die weltlichen Belange mit Guy einen Grafen von Toul unter seiner Oberhoheit ein.
Seine größte Bedeutung erlangte er als Klosterreformer (Lothringische Reform → Klosterreform von Gorze) in seiner Diözese und in enger Abstimmung mit den Nachbardiözesen Metz und Verdun. Er gründete das Kloster Bouxières-aux-Dames und führte hier sowie in Saint-Èvre (St. Aper) in Toul 930/934 die Benediktinerregel nach dem Vorbild der Abtei Fleury ein. In Saint-Èvre setzte er Erchembald als Abt und Adso als Scholaster ein, welcher bald darauf Scholaster und später Abt in der Abtei Montier-en-Der wurde.
Gauzlin nahm an den Synoden von Verdun (947), Mouzon und der Universalsynode von Ingelheim (948) teil, in denen es vor allem um die Besetzung des erzbischöflichen Stuhls in Reims ging. Er wurde in Bouxières-aux-Dames bestattet. Gauzlin wurde heiliggesprochen, sein Gedenktag ist der 2. September.